# 山崎武三郎
山崎 武三郎（やまさき たけさぶろう、1932年9月14日 - 2003年7月9日）は、元衆議院議員（4期）、弁護士。田中派。

## 略歴
- 1932年（昭和7年）- 鹿児島県鹿児島市生まれ
- 鹿児島県立指宿高等学校[1]および中央大学卒業
- 1972年（昭和47年）- 第33回衆議院議員総選挙鹿児島1区落選（自由民主党）
- 1976年（昭和51年）- 第34回衆議院議員総選挙当選
- 1979年（昭和54年）- 第35回衆議院議員総選挙当選
  - 8月30日 - 衆議院航空機輸入に関する調査特別委員会理事
- 1980年（昭和55年）- 第36回衆議院議員総選挙当選
- 1981年（昭和56年）- 鈴木善幸内閣 (改造)大蔵政務次官
  - 1月29日 - 衆議院大蔵委員会金融及び証券に関する小委員長
  - 9月24日 - 衆議院災害対策特別委員
- 1983年（昭和58年）12月8日 - 第37回衆議院議員総選挙当選
  - 12月27日 - 第2次中曽根内閣経済企画政務次官
- 1986年（昭和61年）- 第38回衆議院議員総選挙次点
- 1990年（平成2年）- 第39回衆議院議員総選挙落選（無所属）
- 2002年（平成14年） - 勲二等瑞宝章受章[2]
- 2003年（平成15年）- 心不全のため死去[3]。